# Крук Сергій Іванович
Сергій Іванович Крук (нар. 7 серпня 1977, Рівне) — колишній голова Державної служби України з надзвичайних ситуацій (ДСНС) з 16 лютого 2022 року по 25 серпня 2023 року.

## Життєпис
Народився 7 серпня 1977 року у місті Рівному.
1999 року закінчив Харківський інститут пожежної безпеки МВС України (наразі — Національний університет цивільного захисту України) за спеціальністю «пожежна безпека», кваліфікація — спеціаліст з пожежної безпеки.
2008 року закінчив Київський національний університет внутрішніх справ за спеціальністю правознавство, кваліфікація — юрист.

## Кар'єра
Працює в органах пожежної охорони Міністерства надзвичайних ситуацій та Держслужби надзвичайних ситуацій з вересня 1994 року.
З липня 1999 року до лютого 2001 року працював інженером 1-ї самостійної державної пожежної частини у місті Рівному у Відділі державної пожежної охорони Управління МВС України в Рівненській області. З лютого 2001 року до лютого 2003 року — заступник начальника з держпожнагляду цієї пожежної частини.
З лютого 2003 року по грудень 2004 року — начальник служби державного пожежного нагляду Рівненського району — начальник десятої професійної пожежної частини смт Клевань Рівненського району Відділу пожежної безпеки Держдепартаменту пожежної безпеки МНС України в Рівненській області.
З грудня 2004 року по травень 2010 року — начальник Рівненського районного відділу Головного управління МНС України в Рівненській області.
З травня 2010-го до жовтня 2014 року — перший заступник начальника Головного управління МНС України в Рівненській області.
У 2014 році очолив Головне управління Держслужби надзвичайних ситуацій у Рівненській області.
З лютого 2021 року Сергій Крук брав участь у проведенні Операції Об’єднаних сил.
У листопаді 2021 року призначений виконувачем обов'язки голови Державної служби України з надзвичайних ситуацій.
16 лютого 2022 року призначений Головою Державної служби України з надзвичайних ситуацій.
25 серпня 2023 року звільнений з посади Голови Державної служби України з надзвичайних ситуацій.

## Наукові звання
- Кандидат педагогічних наук (2011)
- Доктор наук з державного управління (2020)

## Спеціальні звання
- Генерал-майор служби цивільного захисту[6].

## Нагороди
- Орден Данила Галицького (23.08.2021) — за вагомий особистий внесок у зміцнення обороноздатності Української держави, мужність, виявлену під час бойових дій, зразкове виконання службового обов'язку та з нагоди Дня Незалежності України[7].

### Відомчі нагороди
2007 - Відзнака Міністерства внутрішніх справ України "За відзнаку в службі" ІІ ступеня.
2010 - "За відзнаку в службі" І ступеня та Відзнака МВС України "За сприяння органам внутрішніх справ України".
2016 - Нагрудний знак ДСНС України "Знак Пошани". 
2018 - Відзнака МВС України "Вогнепальна зброя".
2019 - Нагрудний знак МВС України "За безпеку народу".
Відзнака Міністерства оборони України: медаль "За сприяння Збройним Силам України" - наказ МОУ від 26.04.2021 №131 о/с.

### Декларація
- Крук С. І. [Архівовано 16 лютого 2022 у Wayback Machine.]// Е-декларація, 2019

### Наукові публікації
- Крук С. І. [Архівовано 16 лютого 2022 у Wayback Machine.]// Науковий профіль в Національній науковій бібліотеці ім. В. Вернадського
- Сайт Бібліотеки Полтавського університету економіки і торгівлі [Архівовано 17 лютого 2022 у Wayback Machine.]
- Планування у сфері національної безпеки України [Архівовано 17 лютого 2022 у Wayback Machine.]// Сайт Нацбібліотеки ім. В. Вернадського, 2019
- Методологія побудови інституційних механізмів державного управління у сфері національної безпеки [Архівовано 17 лютого 2022 у Wayback Machine.] // Сайт Нацбібліотеки ім. В. Вернадського, 2018